# Lasto botatze

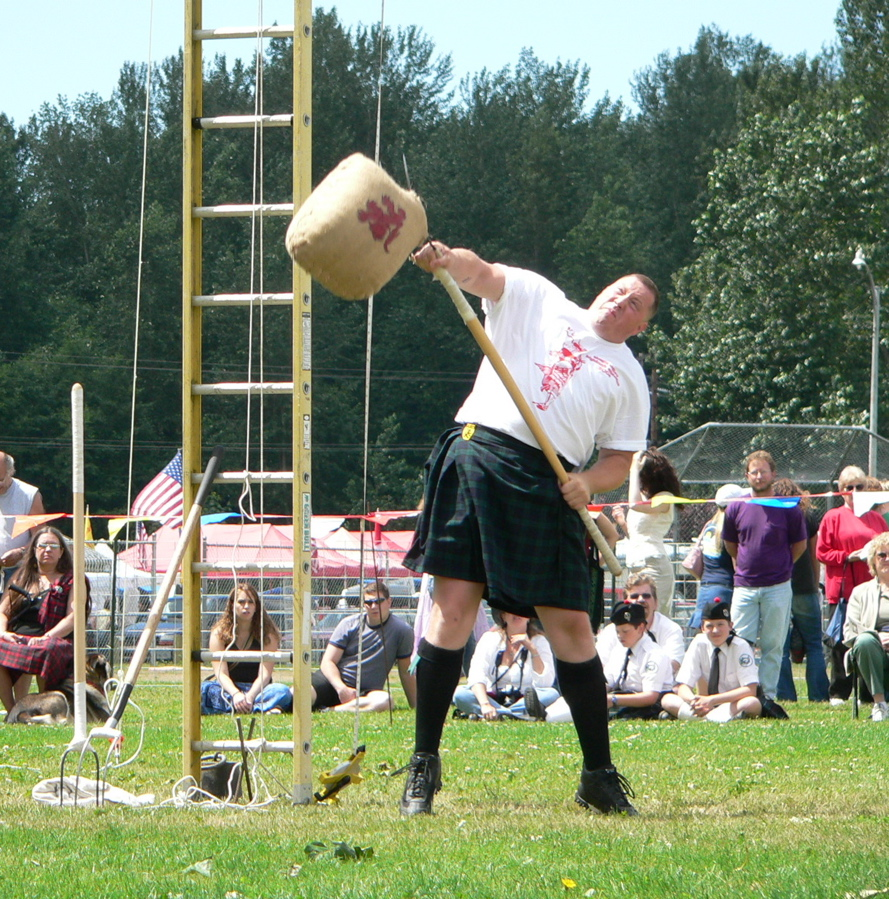
Lancer aux jeux des hautes terres d'Écosse de 2005, à Skagit Valley.

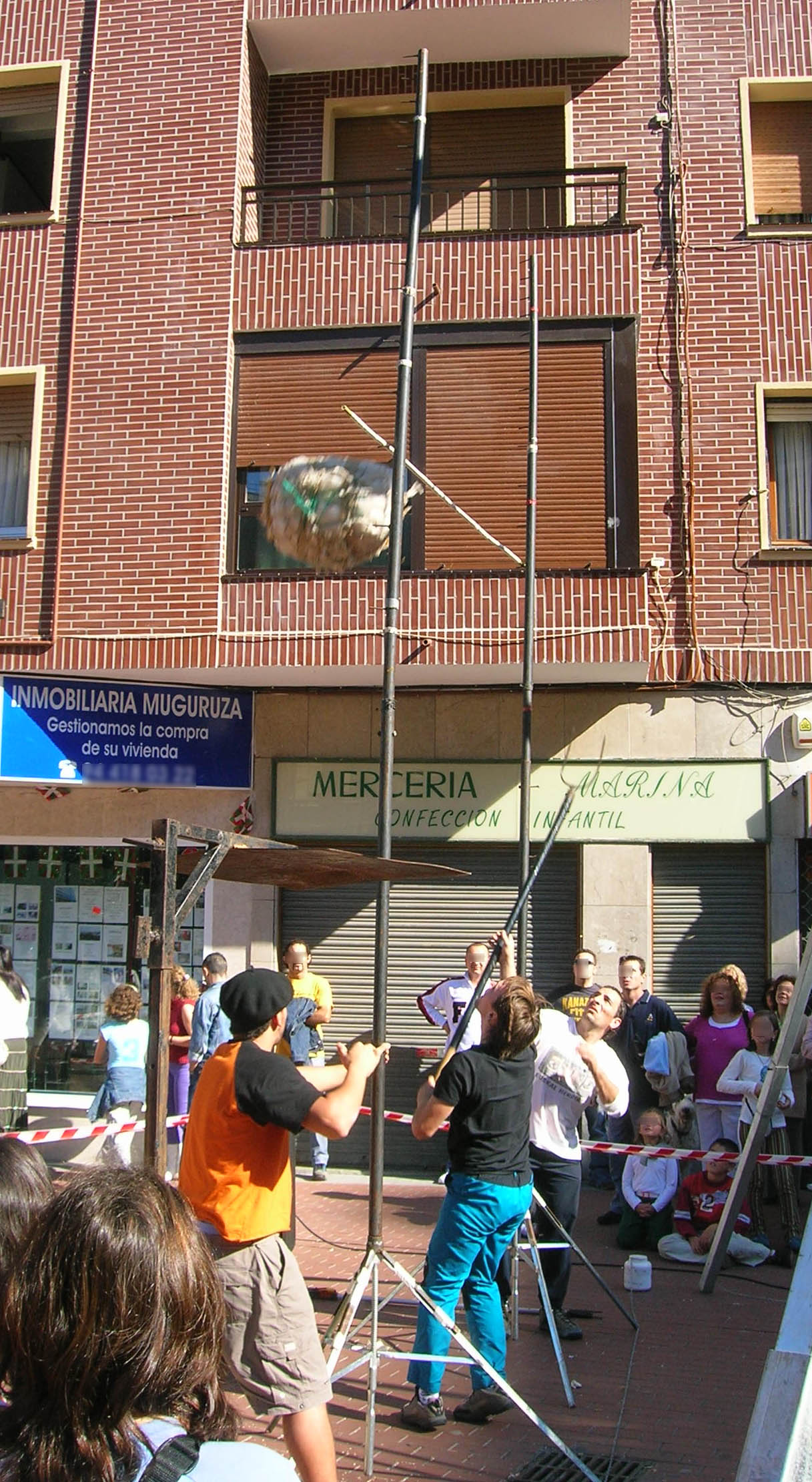
Lancer de botte de paille en Pays basque.

Le Lasto botatze ou le « lancer de botte de paille » est un sport pratiqué au Pays basque et fait partie des jeux de la force basque (particulièrement au Pays basque français). On utilise une fourche, dont la longueur n'excède pas 1,80 m, une botte de foin de 12 à 13 kg, pour jeter une botte pleine de paille au-dessus d'une barre horizontale à une plus grande hauteur que la tête du lanceur.
En Écosse, le poids habituel est de 16 livres (environ 7 kilos). Là on donne trois chances à chaque concurrent de dépasser proprement la barre sans que la botte la touche. Après que tous les participants aient effectué leurs lancers, la barre s'élève et tous les concurrents qui ont passé la première éliminatoire, essaient à nouveau avec la nouvelle hauteur, jusqu'à ce qu'on élimine tous les concurrents sauf un.